# Cerkiew Narodzenia Pańskiego i św. Mikołaja we Florencji

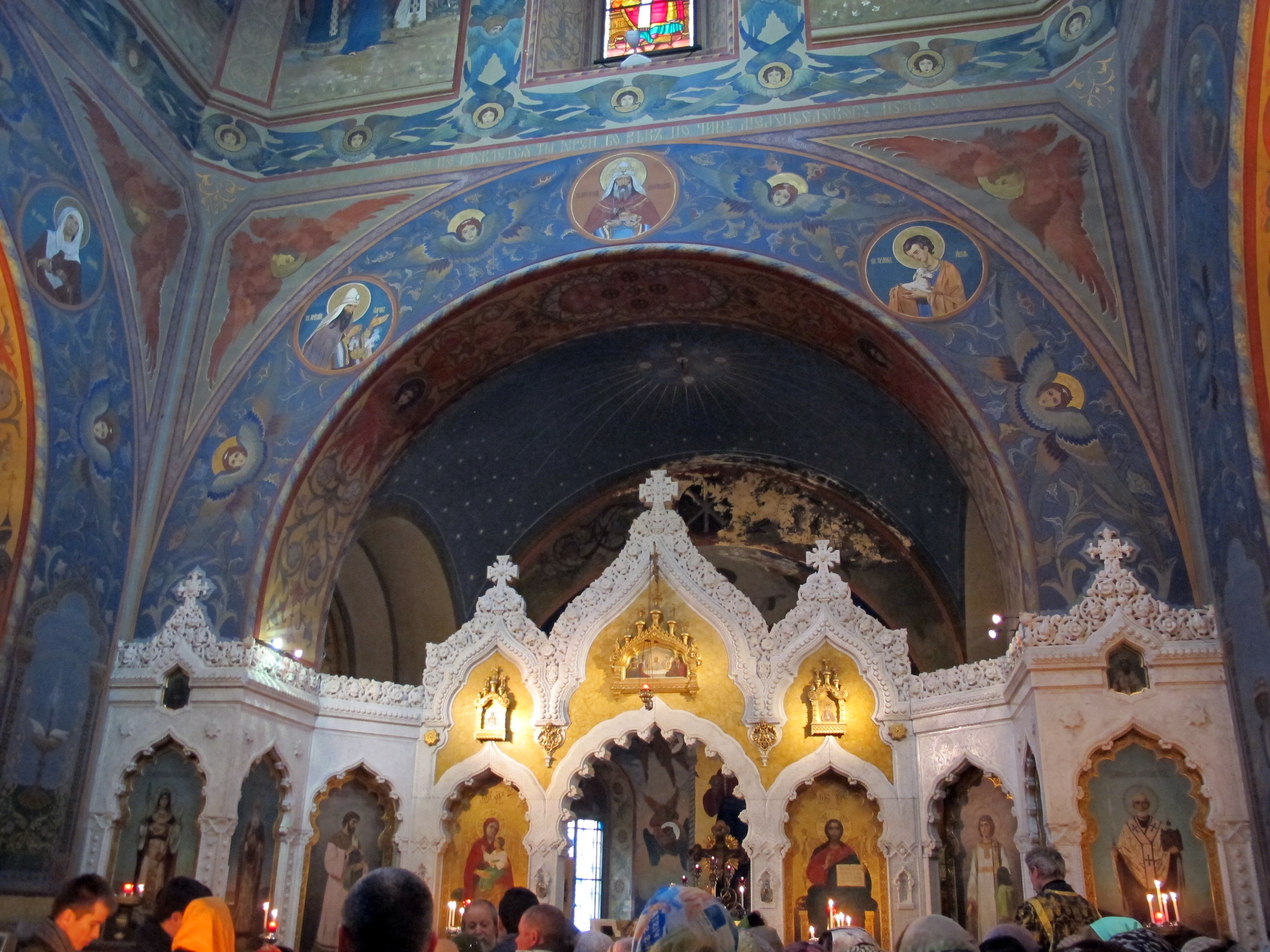
Ikonostas

Cerkiew Narodzenia Pańskiego i św. Mikołaja – parafialna cerkiew prawosławna we Florencji.

## Historia
Pierwsza cerkiew prawosławna we Florencji powstała w 1818 w pałacu rodziny Buturlinów (Palazzo Niccolini). Świątynia ta służyła również innym Rosjanom zamieszkałym stale lub czasowo w mieście. Inna domowa cerkiew została zorganizowana przez rodzinę Demidow i przez Annę Nowicką (pod koniec XIX wieku).
Równolegle rosyjskie Ministerstwo Spraw Zagranicznych podjęło działania na rzecz budowy wolnostojącej cerkwi, na wzór tych, które istniały już przy innych ambasadach Rosji. Prace budowlane rozpoczęły się w 1870. W celu większego zachęcenia wiernych do finansowego wspierania prac, kler rosyjski rozpoczął kampanię, w której głosił konieczność wzniesienia wspaniałej cerkwi prawosławnej w miejscu, gdzie została podpisana „haniebna” unia kościelna. Pieniądze na budowę wpłynęły także od ministerstwa.
W czasie I wojny światowej przy cerkwi działał komitet pomocy armii rosyjskiej, zbierający środki na pomoc żołnierzom i rannym, jak i jeńcom wojennym. Po rewolucji październikowej parafia florencka stała się jednym z ważnych ośrodków białej emigracji (podobnie jak inna cerkiew poza granicami Rosji, sobór św. Mikołaja w Nicei). W 1921 parafia jednostronnie zerwała związek z Rosyjską Cerkwią Prawosławną, którą uznała za opanowaną przez zwolenników ruchu Żywej Cerkwi i realizującą interesy komunistów. Następnie razem z całym Zachodnioeuropejskim Egzarchatem Rosyjskiego Kościoła Prawosławnego cerkiew przeszła pod jurysdykcję patriarchy Konstantynopola. Ta decyzja egzarchy Eulogiusza wywołała we Florencji liczne kontrowersje; część parafian jednostronnie uznała się za członków Rosyjskiego Kościoła Prawosławnego poza granicami Rosji. W latach 1925–1936 w finansowaniu działalności cerkwi pomagała grecka rodzina królewska oraz rosyjska arystokracja zamieszkała na Zachodzie Europy.
Po II wojnie światowej liczba parafian poważnie spadła, obecnie należą do nich nie tylko Rosjanie, ale również prawosławni Włosi, Grecy i Egipcjanie, a do czasu otwarcia cerkwi Rumuńskiego Kościoła Prawosławnego we Florencji – także Rumuni.
Cerkiew była ważnym ośrodkiem kultury rosyjskiej we Włoszech.
W październiku 2018 r. w proteście przeciwko działaniom patriarchy konstantynopolitańskiego Bartłomieja na Ukrainie parafia ogłosiła wyjście spod jego jurysdykcji. Na walnym zgromadzeniu członków, w którym uczestniczyło ponad sto osób, jednogłośnie zdecydowano o przejściu do Rosyjskiego Kościoła Prawosławnego poza granicami Rosji.

## Architektura
Wejście do budynku prowadzi schodami przez przedsionek, nad wejściem do którego znajduje się mozaika z wizerunkiem Chrystusa Pantokratora. Ściany cerkwi są niezwykle bogato dekorowane płaskorzeźbami wykonanymi z wykorzystaniem kolorowej cegły. Poniżej poziomu dachu znajduje się fryz.
Nawa cerkwi jest wzniesiona na planie kwadratu, z pojedynczym prostokątnym oknem na każdej ze ścian. W narożnikach umieszczone zostały grupy pilastrów, poniżej dachu – rzędy ozdobnych łuków. Całość wieńczy pięć kopuł zgrupowanych wokół centralnej.